# Style Second Empire
Le style Second Empire, dit aussi style Napoléon III, est un style architectural, d'ameublement, d'arts décoratifs et vestimentaire, né en France durant le Second Empire, sous l'impulsion de l'empereur Napoléon III et de l'impératrice Eugénie. Il connaît un grand succès auprès de la bourgeoisie française entre les années 1860 et 1880.

## Caractéristiques générales
L'empereur Napoléon III, souhaitant s'entourer d'une cour fastueuse, essaye de renouer avec la pompe du Premier Empire et de redonner de l'essor à l'industrie française par ses commandes. Tout en s'attachant à la conservation des savoir-faire anciens, Napoléon III encourage le développement des nouvelles techniques. Mais l'évolution des arts décoratifs tient plus à l'action de l'impératrice Eugénie qu'à celle de l'empereur. L'impératrice est très attirée par les styles du passé, en particulier par le style Louis XVI. Elle accorde une place importante dans ses appartements au mobilier de Marie-Antoinette ou à des meubles qui en sont inspirés.
Le style Second Empire se caractérise d'abord par son éclectisme. En cela, il s'inscrit dans la continuité du style Louis-Philippe. Il s'inspire de nombreux styles : celui de l'Antiquité (principalement gréco-romaine), de la Renaissance, de Louis XV et de Louis XVI. Le style néogothique prend aussi son essor. Pour ces raisons, il est un temps décrié et qualifié par certains de style pastiche. En réalité il s'inspire fortement du passé pour en faire une nouvelle combinaison, comme tous les styles précédents l'ont fait. Ce qui est plus prégnant au XIXe siècle est l'historicisme, les styles du passé étant désormais classés et chacun préalablement étudiés dans leur individualité de manière approfondie, et tous appréciés pour leur propre valeur, l’influence de ces études est désormais perceptible dans les nouvelles créations. Ainsi dans le nouveau style, l'on sait souvent dire précisément de quelles références s'inspirent chaque création, ce qui était moins évident auparavant. Cela n’empêche pas le mélange des styles, qui se produit d'ailleurs le plus souvent. Les piètements illustrent cet éclectisme ; cambrés, cannelés ou à balustre, les pieds de meubles empruntent aux époques précédentes sans qu'aucun apport nouveau ne soit attribué au Second Empire.
Les influences orientales, de Chine, du Japon mais aussi du Maghreb, émergent également, mais deviendront plus prégnantes dans les années 1870-1890.

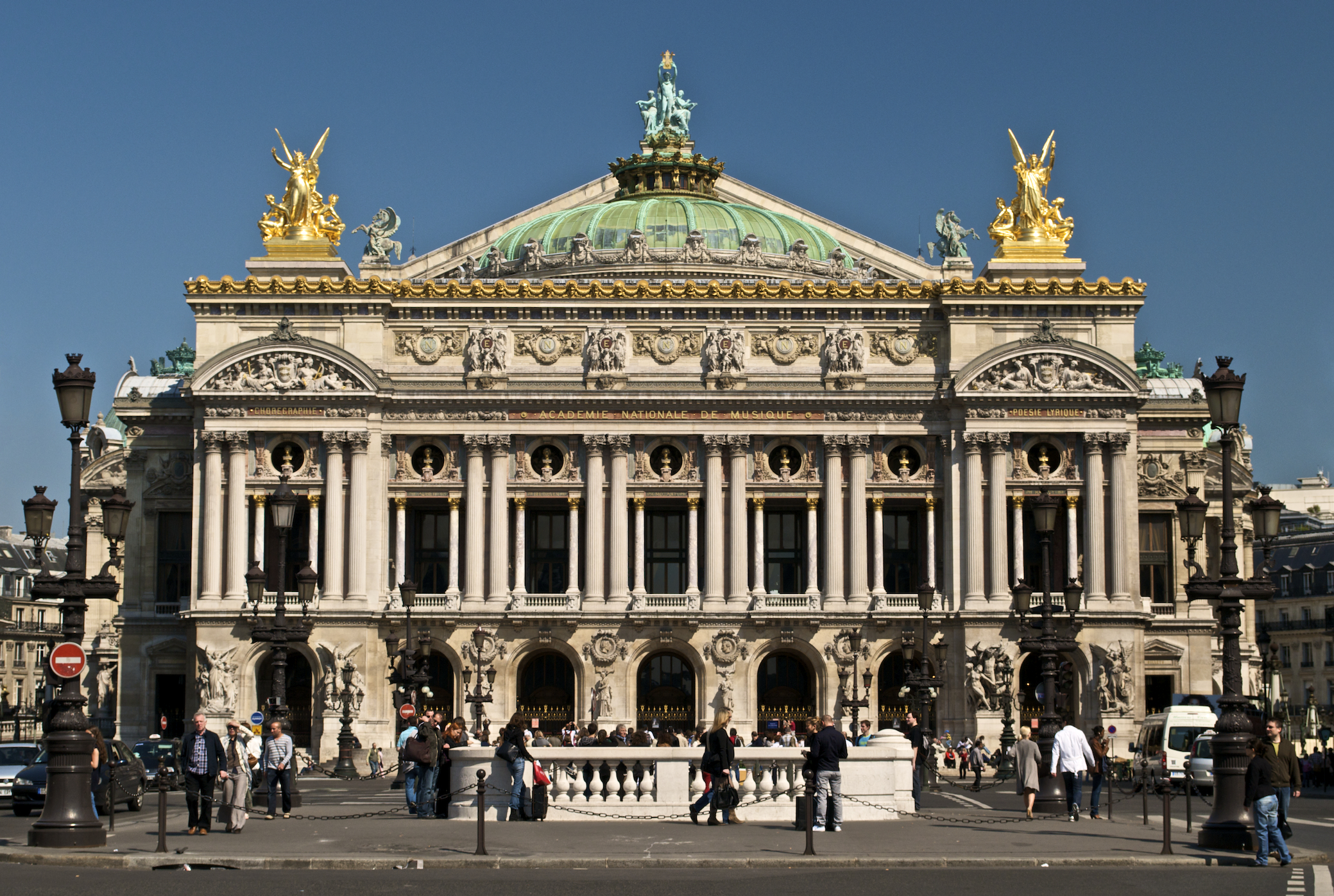
L’opéra Garnier est l'exemple type du style Second Empire en architecture.

Le style Second Empire est également marqué par une grande exubérance dans les décors. On y trouve une abondance d'ornementations souvent très élaborées. Ce style privilégie la somptuosité et l'opulence.
Mais esthétisme et confort sont indissociables. En effet, alors que le pays est en plein essor industriel, on assiste à l'émergence d'une bourgeoise qui aspire au bien-être et désire montrer sa réussite. La mécanisation rend le goût du luxe accessible au plus grand nombre.
En outre, la fonctionnalité des éléments constitutifs de l'habitat est essentielle.

## Architecture

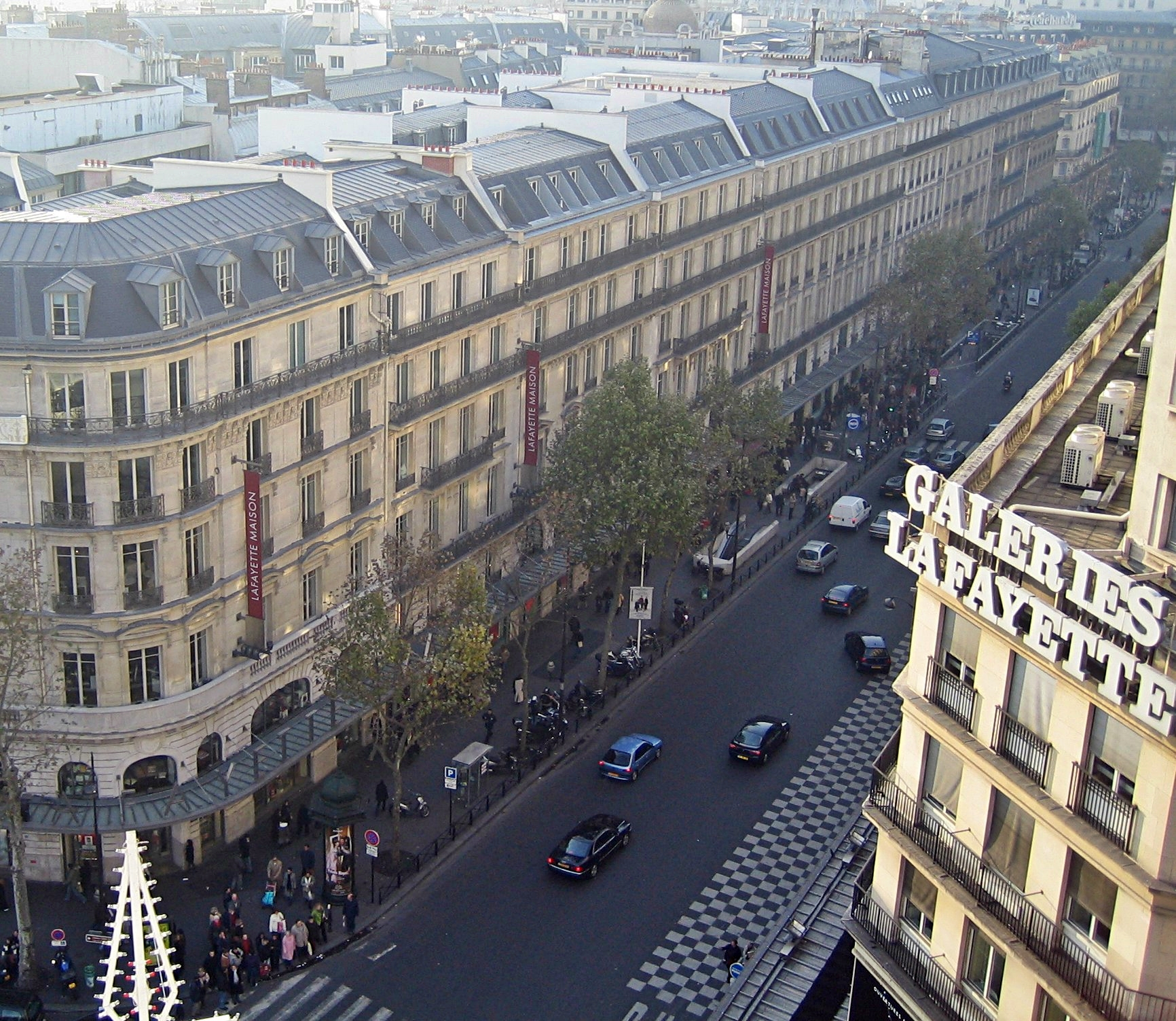
Le boulevard Haussmann est un exemple typique des travaux haussmanniens, dans laquelle le style Second Empire est appliqué à l'urbanisme.

En architecture, les caractéristiques dominantes sont une association entre des éléments et des détails décoratifs majoritairement issus du style Renaissance (surtout la Seconde Renaissance française mais aussi la Renaissance tardive italienne) avec une opulence, une monumentalité et une théâtralité qui parait d'essence baroque. Cette association est surtout vraie pour les monuments importants (opéra de Charles Garnier, agrandissements du Louvre par Hector Lefuel). Mais les lignes générales restent le plus souvent d'inspiration classique française par leur clarté et leur rigueur et la recherche de grandes perspectives, ce qui est le cas de bon nombre de bâtiments abritant des fonctions publiques, où les ornements sont très présents mais ordonnés alors que les courbes sont rares, et surtout des immeubles haussmanniens qui incarnent désormais l'identité de l'architecture parisienne. Les tracés de l'urbanisme parisien s'inspirent de ceux des jardins à la française de Le Nôtre, alors que les jardins et les parcs de l'époque sont au contraire d’inspiration anglaise, comme pour chercher un contraste esthétique. Enfin ces éléments se combinent fréquemment avec les innovations technologiques de l'ère industrielle, avec notamment l'utilisation des structures en acier et des grandes verrières. La gare du Nord de Jacques Hittorff présente une combinaison subtile et rigoureuse d'architecture néoclassique monumentale en pierre avec une structure d'acier légère de style industriel aux détails décoratifs Renaissance, pour un résultat d'une grande unité et clarté. Mais on trouve bien d'autres associations de styles, marquant l'éclectisme de l'époque. Les styles néogothique et néobyzantin sont contemporains et très fréquents dans l'architecture religieuse ainsi que pour les châteaux. L'ensemble de ces styles forment parfois une architecture très syncrétique, comme pour l'église Saint-Augustin de Victor Baltard.
L'opéra Garnier est considéré comme l'apogée du style Napoléon III. Commencé en 1862 et achevé en 1875, il constitue une synthèse éclectique de différents styles allant de la Renaissance tardive italienne au baroque et même au néoclassicisme. Sa façade, qui utilise dix-sept matériaux de couleurs différentes (marbres, pierres, porphyre, bronze doré), est un parfait exemple de polychromie, caractéristique de cette époque.
Napoléon III met en œuvre une politique urbaniste ambitieuse. Il fait construire de nombreux grands bâtiments civils dont l'architecture classique est nuancée par l'ajout de décors (entablement, balcons, colonnes par exemple) : les asiles de Vincennes et de Charenton (hôpital Esquirol) à Paris, le palais de la Bourse à Lyon inauguré par l'Empereur en 1860, le musée de Picardie à Amiens, le musée- bibliothèque, l'hôtel de la division, l'école d'artillerie ou la préfecture de Grenoble, le palais Longchamp de Marseille.
Certains décors appartiennent au style Napoléon III même si les bâtiments qui les abritent n'appartiennent pas à ce style ; c'est notamment le cas de la Salle des Conférences du Palais du Luxembourg ou encore de la Salle Napoléon du Palais Royal qui accueille aujourd'hui le Conseil d’État.

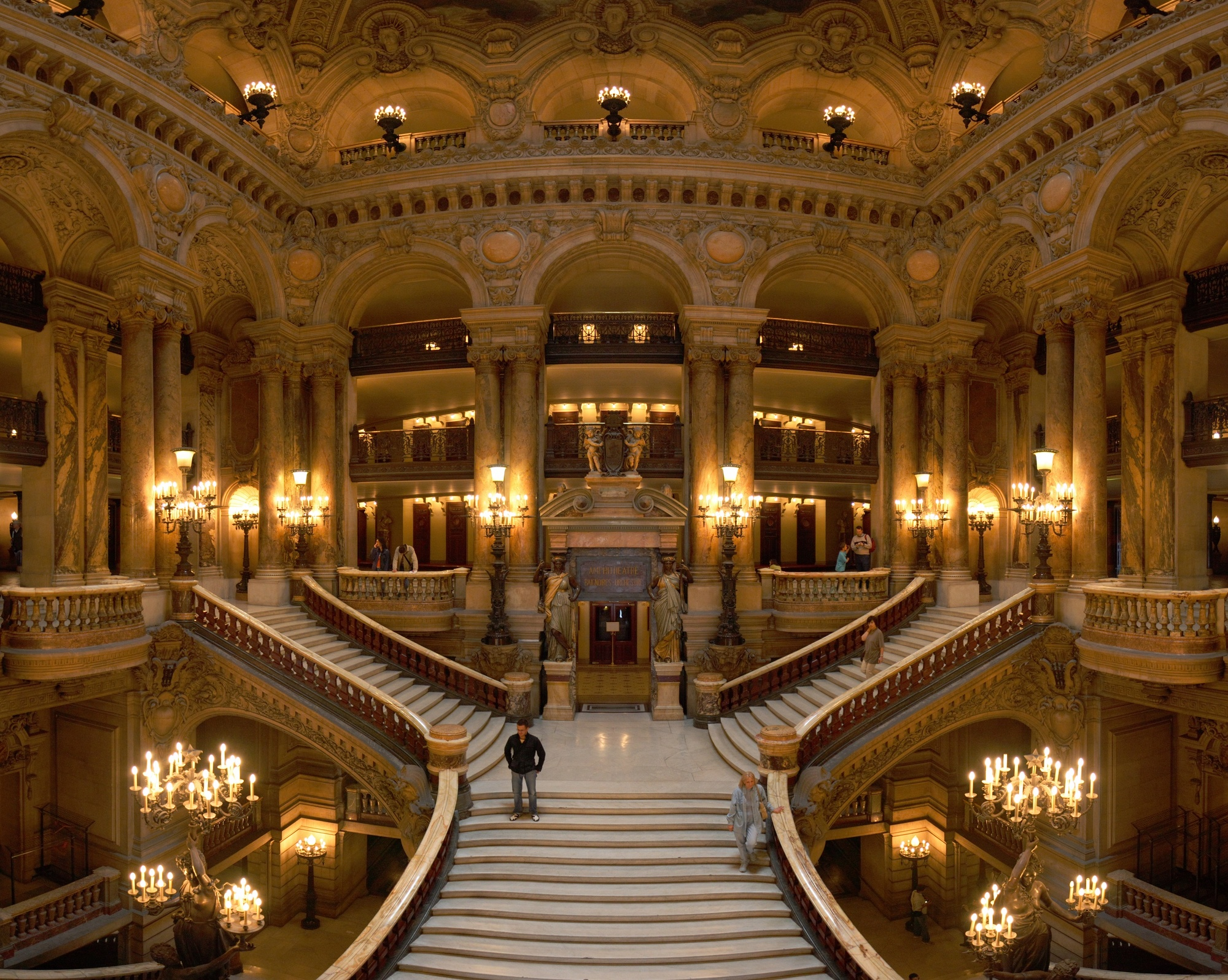
Le grand escalier de l'opéra Garnier, à Paris.

Dans l'aile Richelieu du Louvre, les visiteurs peuvent découvrir les appartements Napoléon III, composés de la petite et de la grande Salles à manger ainsi que du Grand Salon.
Napoléon III accorde une place importante aux parcs et jardins. Les serres et les jardins d'hiver qui associent verre et fer sont monnaie courante.

## Mobilier

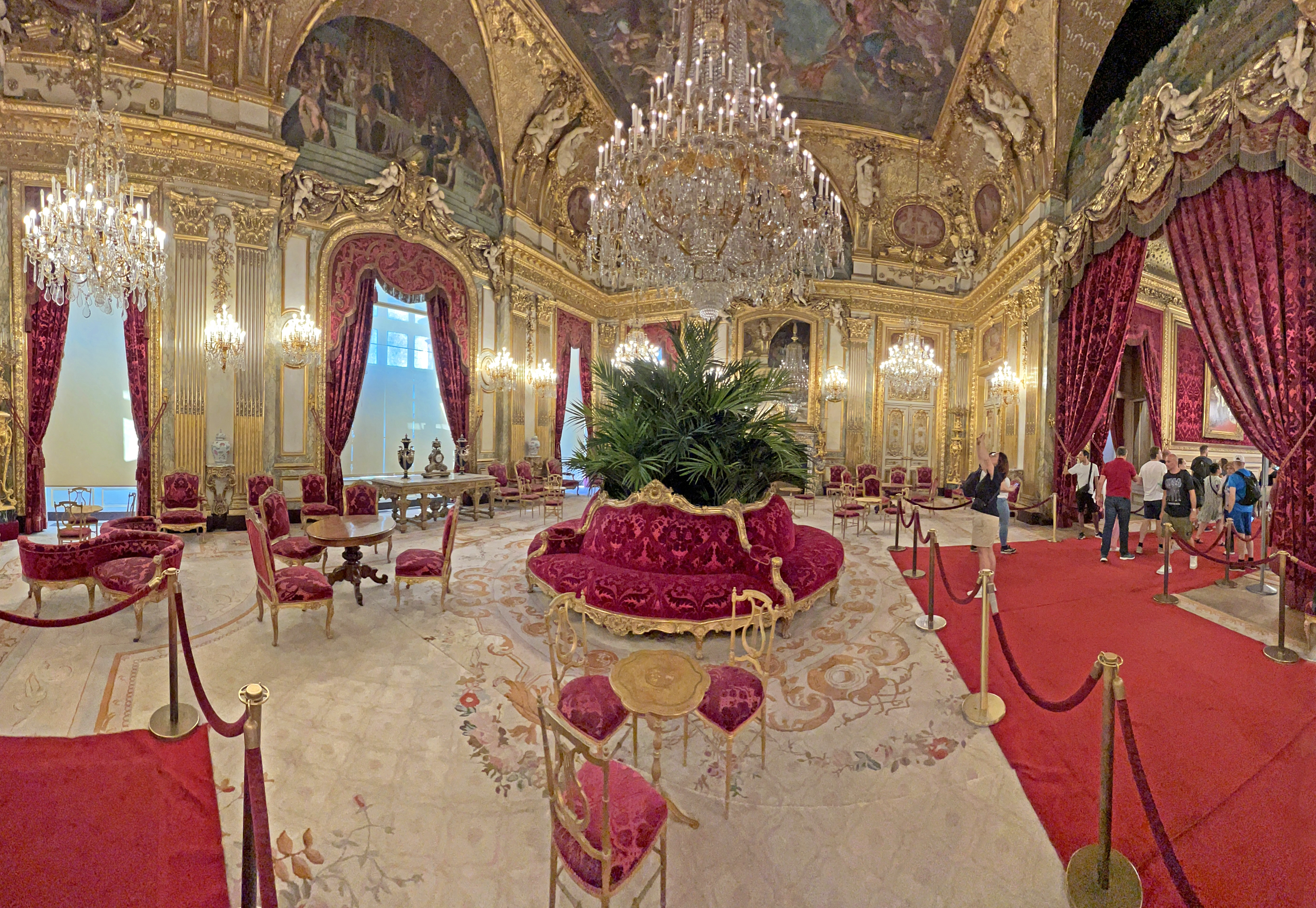
Appartements Napoléon III, palais du Louvre, Paris.

Sous le Second Empire, le mobilier est le fruit de la combinaison des techniques traditionnelles et des nouveaux procédés industriels. La scie, la toupie et la gouge mécaniques permettent entre autres de réaliser rapidement et avec précision les tâches répétitives. Le travail manuel est lui réservé aux finitions.
Les artisans fabriquent à tour de bras et à bas prix des meubles imitant les grands classiques de l'ébénisterie française, comme les meubles du célèbre André-Charles Boulle ou ceux de Jean-Henri Riesener.
Situé à l'Est de Paris, le quartier du faubourg Saint- Antoine concentre les ateliers des artisans depuis le XVIIIe siècle. Sous Napoléon III, les demandes de particuliers sont si importantes que les artisans se voient dépassés ; ils n'ont plus le temps d'innover et se contentent de reproduire des motifs, ce qui ternit momentanément la renommée du quartier.
Les grands magasins parisiens, Le Bon Marché créé en 1852, les Grands Magasins du Louvre en 1855-57 ou La Samaritaine en 1870, entre autres, sont en plein essor. Ils permettent d'exposer une profusion de marchandises et offrent une gamme très étendue de choix à la clientèle.

### Nouveau mobilier

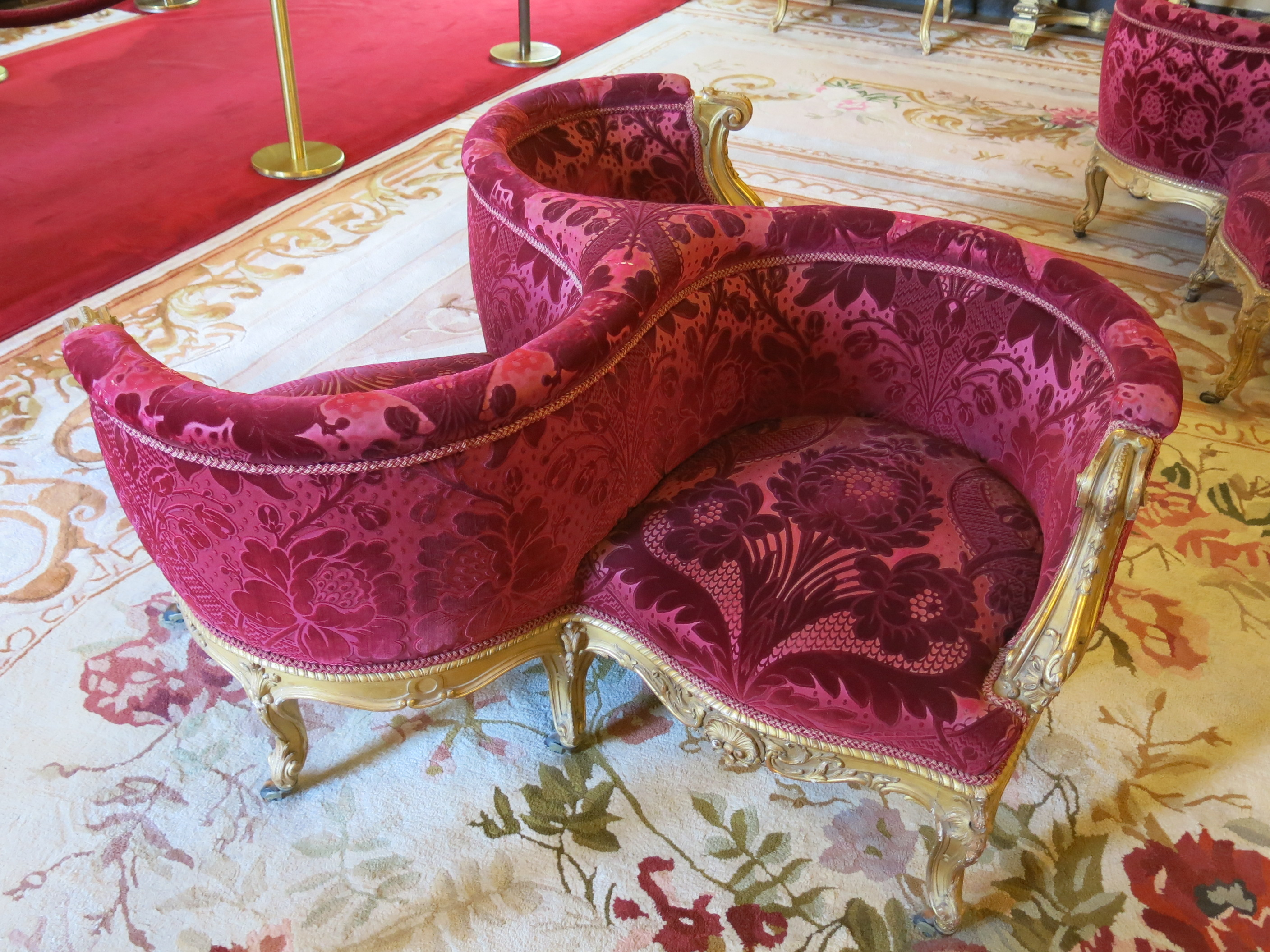
Meuble de type indiscret dans le Grand Salon des appartements de Napoléon III. Musée du Louvre (Paris).

Il existe une multitude de modèles qui se singularisent par de nombreuses variantes de matériaux, des effets ornementaux sophistiqués et des styles divers. De cette façon, les fabricants français parviennent à concurrencer les créations étrangères, notamment anglaises. La proportion des meubles est adaptée à leur usage; les meubles imposants sont essentiellement consacrés aux pièces de réception. Les petits meubles féminins prolifèrent. On trouve, par exemple, une variété infinie de petites tables comme :
- La table gigogne, pratique et modulable, est une création caractéristique du Second Empire. Chaque série est composée de 3 ou 5 tables dont le plateau rectangulaire peut être décoré de façon identique ou selon différents thèmes (fleurs, animaux, scènes champêtres). Elle permet d'agencer son intérieur selon ses besoins. Le piètement, souvent léger, favorise l'emboîtement des tables qui peuvent être rangées plus facilement dans des appartements urbains dont la superficie s'amenuise progressivement[9].
- la travailleuse ou table à ouvrage est une petite table composée de casiers dédiés au rangement du matériel de couture
- le bonheur-du-jour, petit bureau de dame, ouvragé à tiroirs
- la table de toilette[3]
- la table à jeux[10]
- la table basculante, petite table de salon avec plateau basculant.
- la bibliothèque tournante (souvent en palissandre ou en ébène) en forme de guéridon dont le pied central est entouré de casiers où l'on place les livres.

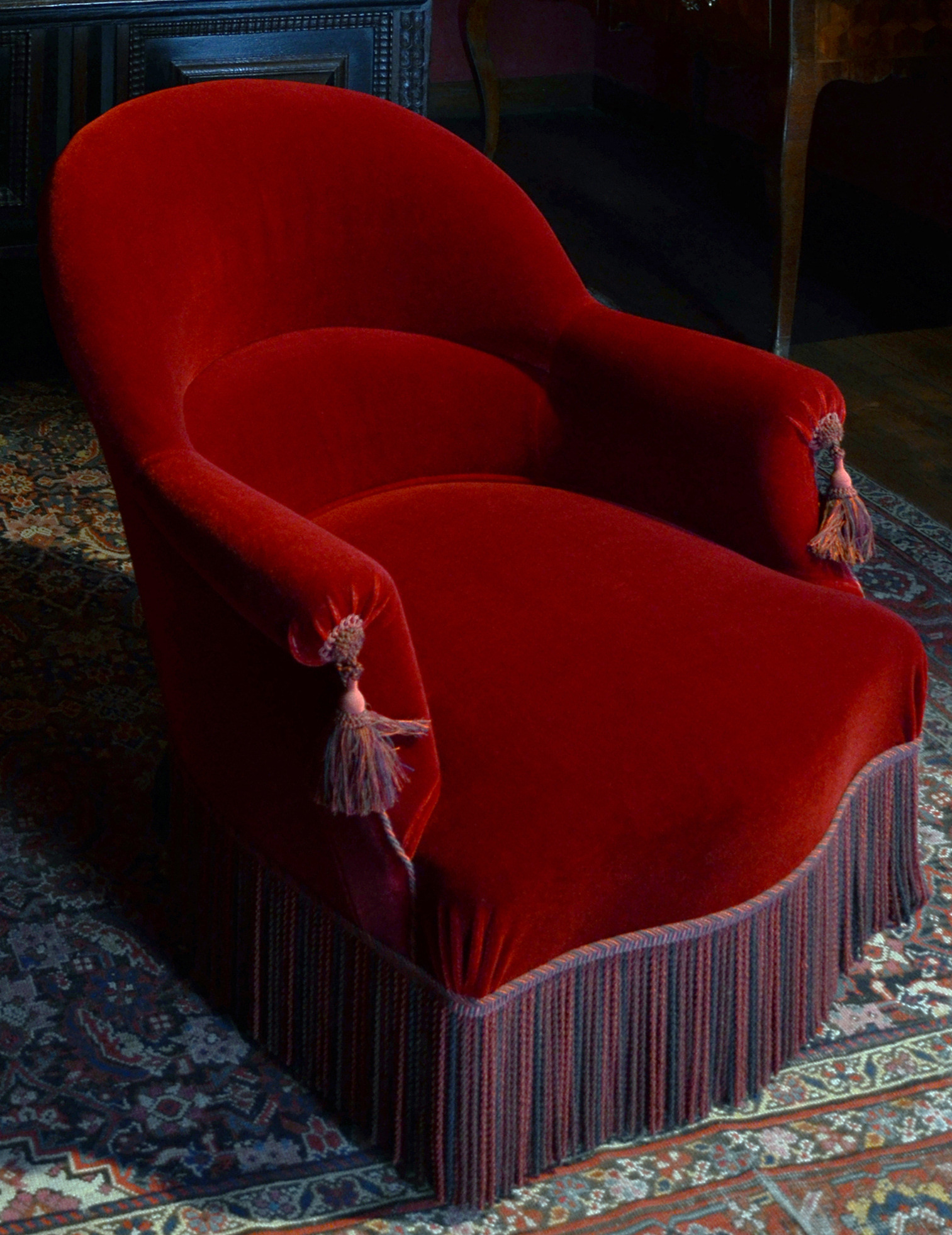
Fauteuil crapaud.

Il existe aussi une gamme innombrable de sièges :
- le fauteuil crapaud, petit siège bas, trapu, épaté et très confortable, est particulièrement à la mode sous Napoléon III.
- le pouf, tabouret rond et capitonné couvert de soie, avec un piètement en bois doré en forme de cordage[11]
- la borne, banquette circulaire avec un dossier commun au centre, plein ou creux (pour y insérer des plantes par exemple)
- la boudeuse, siège double sans accoudoir dans lequel on s'assoit dos-à-dos
- la chauffeuse, siège à l'assise basse souvent capitonnée qui ressemble au fauteuil- crapaud sans bras[12]
- le confident, meuble emblématique du Second Empire, est une banquette en forme de S permettant une discussion à deux en toute discrétion[13]
- l'indiscret, sorte de canapé en forme hélicoïdale à trois places semblable au confident

Les commodes dans le style Boulle prolifèrent. On trouve également des commodes à vantaux en bois sombre (ébène), laqué, ou peint d'un motif floral polychrome, souvent plus hautes que celles des époques précédentes. Les deux vantaux s'ouvrent pour laisser apparaître des tiroirs. Les piétements sont toujours bas, parfois en forme de sphère aplatie. De très lourds bronzes ornent les montants.
Les meubles de jardin en rotin ou en métal peint se multiplient.
Le porte-parapluie et le porte-manteau sont des créations fonctionnelles de cette époque.

### Les éléments de décoration

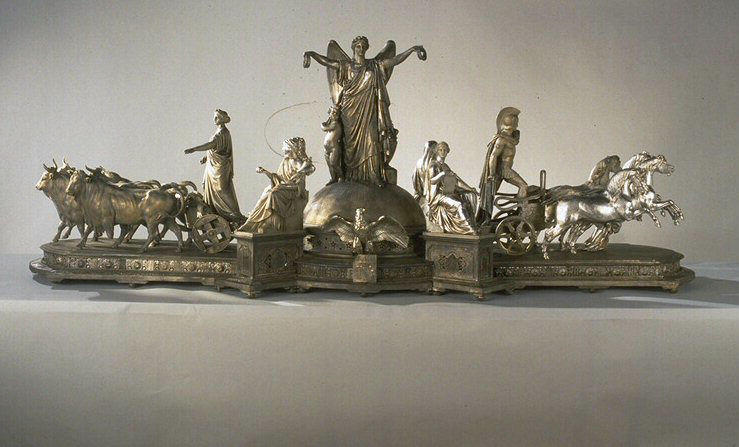
Pièce centrale du surtout des Cent-Couverts, bronze galvanique et bronze argenté, manufacture Christofle, Paris.

Certains matériaux sont particulièrement plébiscités, comme le métal, solide et facile à façonner ou le papier mâché (ou carton bouilli, selon les appellations), qui donne l'illusion de la laque et fournit, pour les bourses les plus modestes, des meubles brillants. Ce dernier, d'inspiration anglaise, très malléable et résistant, facilite la confection de meubles aux formes fantaisistes.
Les fonds de laque noire sont privilégiés car ils permettent de faire ressortir les dorures et les coloris vifs. Les bois sombres sont en harmonie avec les étoffes riches, la plupart du temps rouge et or, qui viennent réchauffer les intérieurs. Ils sont souvent incrustés de cuivre ou d'étain mais aussi de matières précieuses, nacre (meubles « burgautés »), écaille, ivoire, ou encore de bois précieux (amarante, bois de rose), qui en accentuent l'aspect tape-à-l'œil.

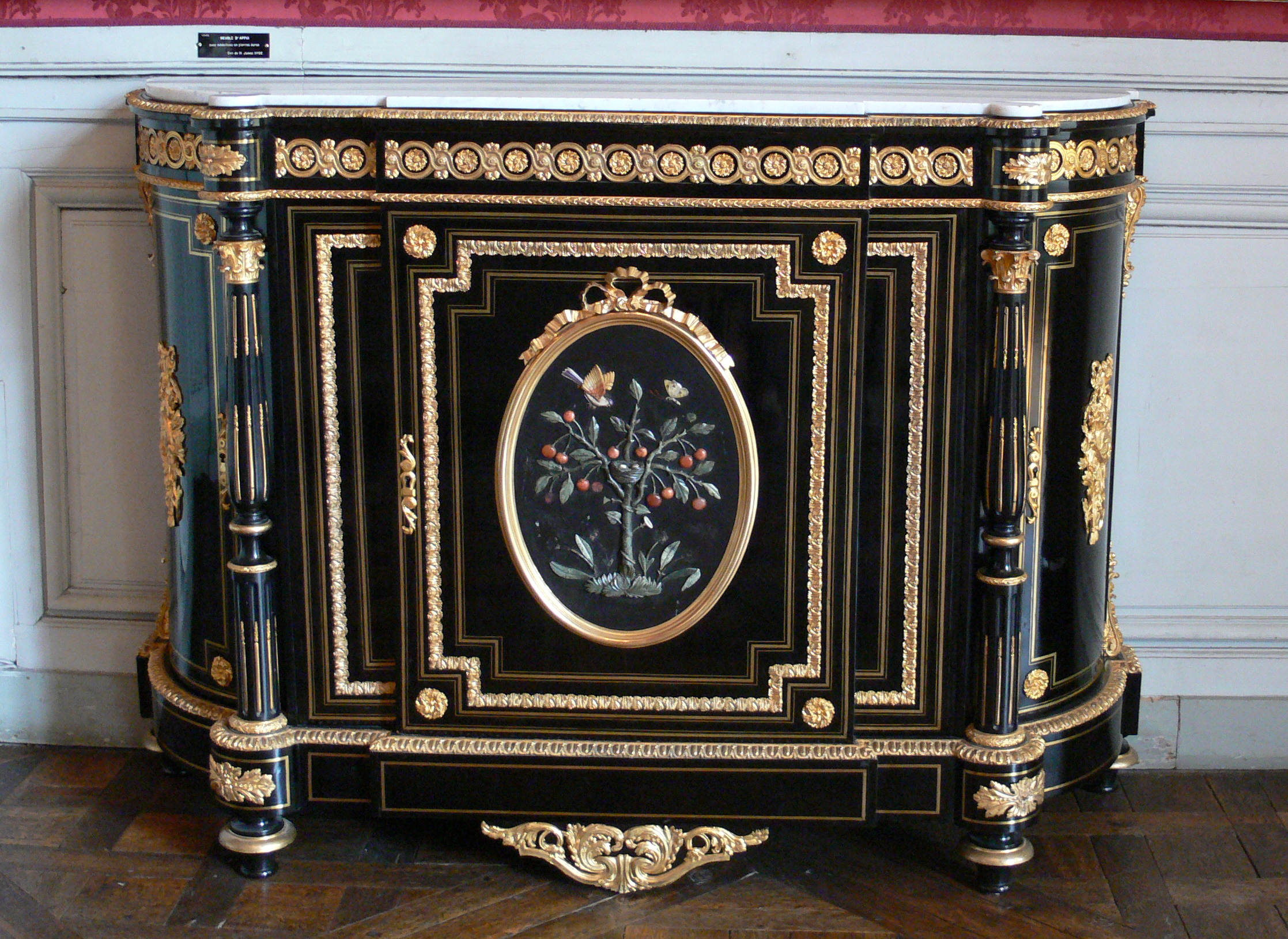
Coffre de style Napoléon III avec décoration florale polychrome, château de Compiègne, musée du Second Empire, France.

Les marqueteries sont extrêmement courantes, les passementeries très répandues et la polychromie particulièrement présente. Les plaquages en palissandre, la marqueterie d'ivoire et d'ébène favorisent les contrastes, les illusions d'optique et témoignent d'un goût certain pour l'exotisme.
Les sièges sont garnis de capiton et de ressorts pour permettre une assise plus confortable. Ils sont recouverts de brocarts ou de riches velours.
Certains meubles sont fabriqués à partir de matériaux inédits comme le rotin, le bambou, l'osier et le pitchpin.
La galvanoplastie, procédé comparé par Charles Christofle à l'imprimerie pour le livre, permet la multiplication des faux bronzes.
L'utilisation des papiers peints progresse considérablement. En effet, les impressions à la main, réservées aux papiers peints de luxe, sont remplacées par une impression industrialisée rendue possible grâce à l'invention du cylindre gravé en creux par la manufacture Leroy en 1842. Les manufactures de papiers peints Jules Desfossé, Zuber ou Turquetil proposent des papiers aux coloris vifs et innombrables, aux motifs répétitifs, bigarrés et raffinés, aux effets spéciaux finement réalisés.

## Mode

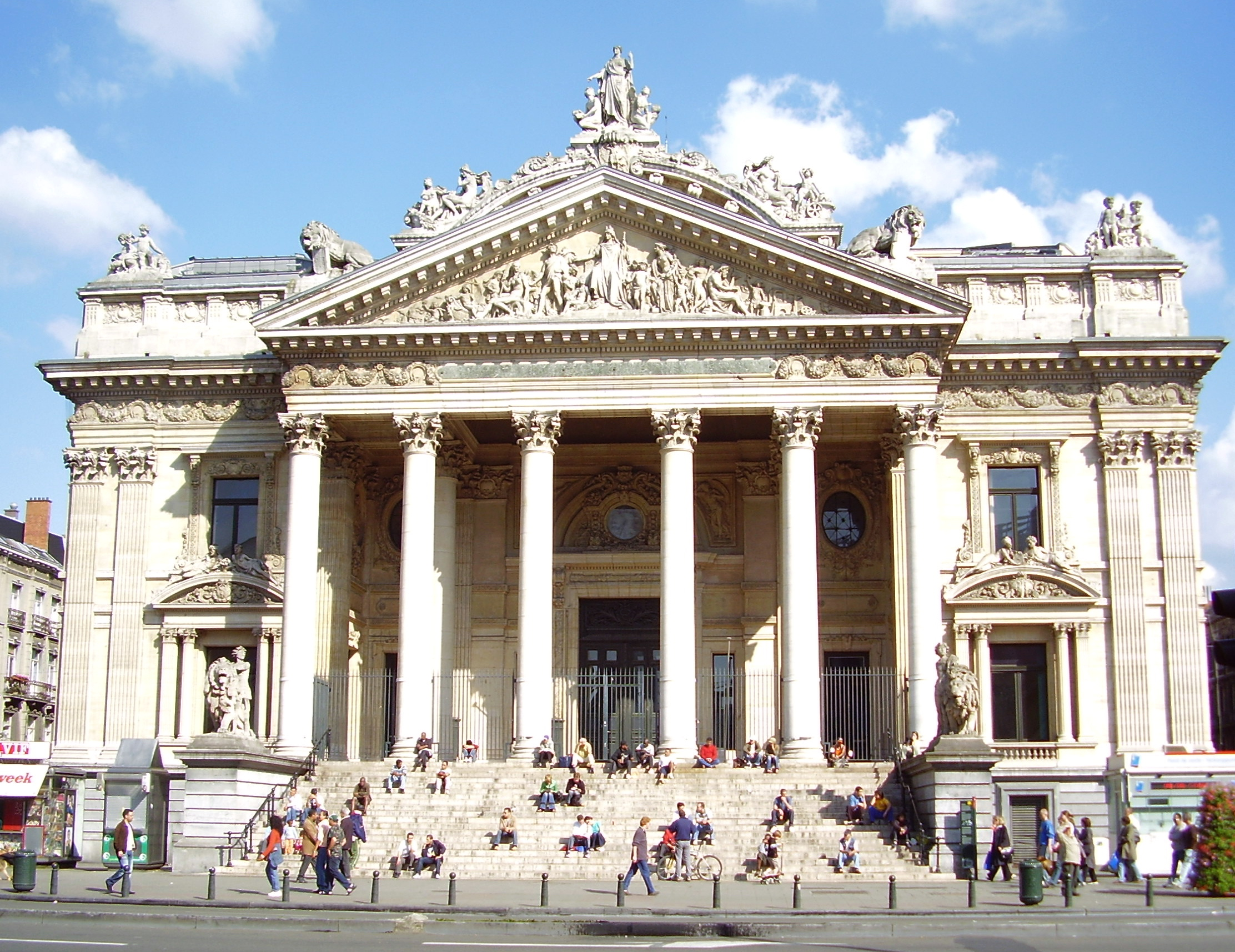
La Bourse de Bruxelles est un autre exemple typique du style Second Empire.

## Expansion
Né en France, ce style se développe dans d'autres pays en Europe et en Amérique, mais sous d'autres appellations.
Il s'apparente par exemple au style victorien au Royaume-Uni et dans ses colonies. Un exemple représentatif de ce style au Canada est l'hôtel du Parlement du Québec.
La Bourse de Bruxelles, conçue par l'architecte Léon Suys et construite entre 1869 et 1873 en est un autre exemple. Ce bâtiment imposant, qui trône au cœur de la capitale belge, mêle des éléments de style architectural néo- Renaissance et Second Empire.

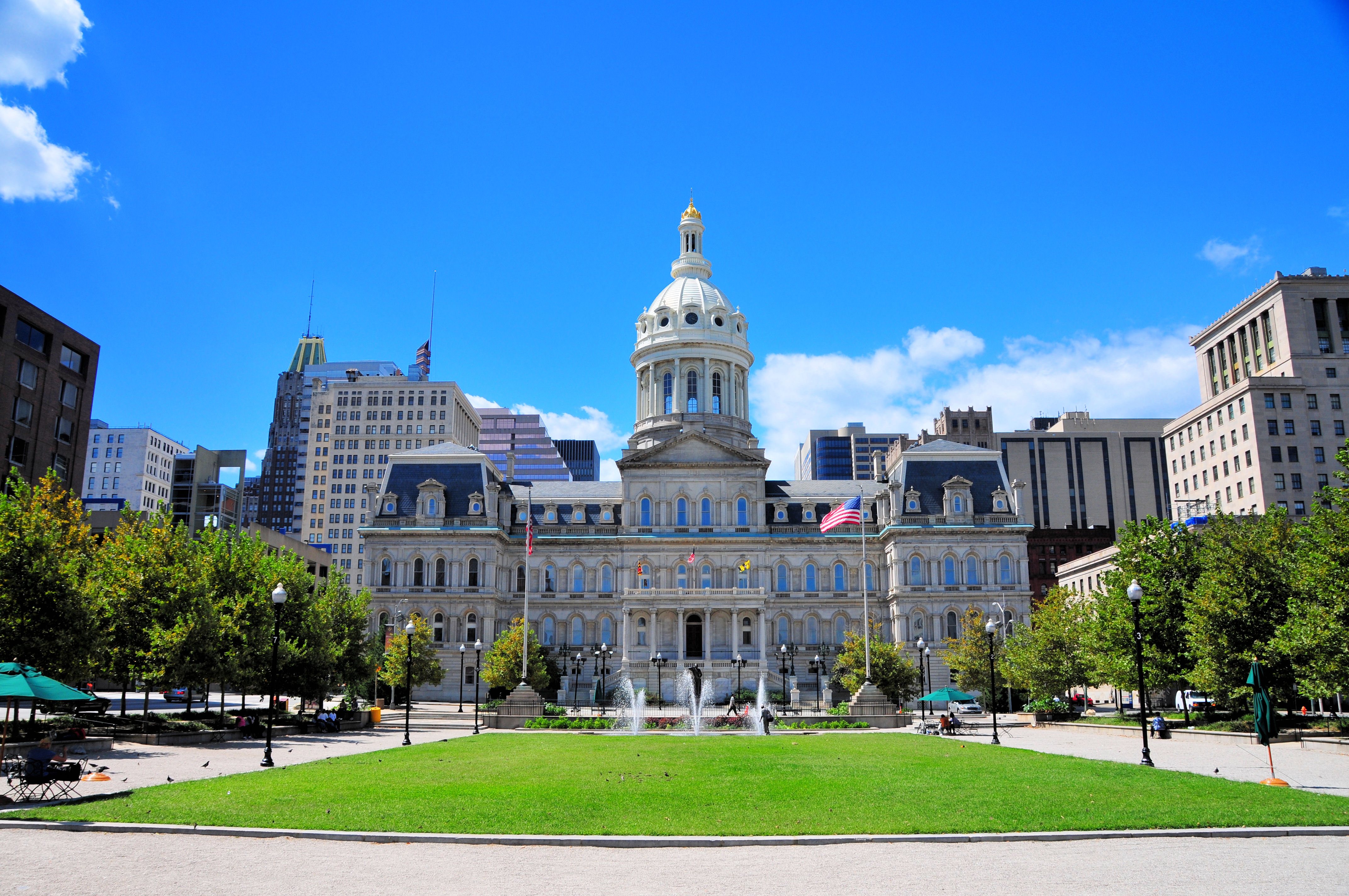
Hôtel de ville de Baltimore fait dans le style second empire, Maryland.

Aux États-Unis, le terme « Second Empire » désigne un style comparable né dans les années 1880, auquel appartiennent l'hôtel de ville de Baltimore et l'Executive Office Building de Washington. La Renwick Gallery de Washington est considérée comme l'un des plus remarquables exemples d'architecture du Second Empire en Amérique, s'inspirant de l'extension du Louvre réalisée par l'architecte Visconti, qui crée deux nouvelles ailes au nord et au sud. Plusieurs grosses maisons bourgeoises construites dans le Connecticut (les maisons Edward Robbins (1861), Silas W. Robbins (1873) et John M. Davies (1868)) sont de bons exemples du style Second Empire importé et adapté aux États-Unis.

## Artistes
Le rôle des architectes est majeur. Ils définissent l'implantation, l'organisation des hôtels mais sont également de véritables conseillers artistiques ; ils composent les décors intérieurs dans leur globalité.

### Architectes et ingénieurs
- Théodore Ballu (1817-1885) est l'auteur de plusieurs monuments civils mais surtout d'un très grand nombre d'églises parisiennes construites sous le Second empire[20].
- Victor Baltard (1805-1874) est l'architecte en chef de la ville de Paris. Sa notoriété est renforcée grâce à l'utilisation d'ossatures métalliques pour la construction des Halles de Paris[21],[22].
- Eugène Belgrand (1810-1878) conçoit un réseau d'égouts novateur comportant des canalisations d'eau et de gaz.
- Gabriel Davioud (1824-1881), architecte en chef de la ville de Paris, redessine le paysage des espaces verts parisiens. Le bois de Boulogne, les Buttes- Chaumont et le parc Montsouris en témoignent encore aujourd'hui[23].
- Félix Duban (1798-1870) entame la restauration de deux galeries emblématiques du Louvre : la galerie du Bord- de- l'eau, aussi appelée Grande Galerie, et la galerie d'Apollon[3].
- Henri-Jacques Espérandieu (1829-1874) dirige les travaux d'édification du palais Longchamp à Marseille[3].

- Charles Garnier (1825-1898) doit sa renommée à la réalisation de l'opéra de Paris.
- Émile Jacques Gilbert (1793-1874) est l'architecte chargé de la construction de l'hospice de Charenton[24].
- Le baron Haussmann (1809-1891) entreprend les grands travaux d'aménagement de Paris souhaités par Napoléon III, qui veut affirmer les ambitions internationales de la France et concurrencer certaines capitales européennes comme Londres.
- Jacques Hittorff (1792-1867) est à l'origine de nombreuses réalisations emblématiques : réhabilitation de la façade de la gare du Nord en 1865, appropriation du projet de construction de l'église Saint-Vincent-de-Paul, réaménagement de la place de la Concorde et des Champs-Élysées, édification du Cirque d'Hiver en 1852 puis d'un orphelinat (aujourd'hui Fondation Eugène-Napoléon) inauguré en 1856, construction de la mairie du 1er arrondissement entre 1858 et 1860[25].
- Henri Labrouste (1801-1875) s'illustre par le recours à des structures en fonte dans l'élaboration de la bibliothèque Sainte-Geneviève ainsi que par la restructuration et la modernisation de la Bibliothèque impériale[3].
- Jean-Baptiste Lassus (1807-1857).
- Eugène Laval (1818- 1869)
- Hector-Martin Lefuel (1810-1880) achève la restauration de la Grande Galerie et celle du pavillon de Flore[3].
- Pierre Manguin (1815-1869) orchestre notamment les travaux de l'hôtel parisien de la marquise de la Païva, chef-d'œuvre du goût du Second Empire situé avenue des Champs-Élysées[26].
- Alfred-Nicolas Normand (1822-1909) est l'un des architectes à l'origine de la maison pompéienne du prince Napoléon, avenue Montaigne (détruite en 1890)[27].
- Charles Questel (1807-1888) conçoit le musée- bibliothèque de Grenoble[3]
- Joseph Émile Vaudremer (1829-1914) réalise un grand nombre de bâtiments publics sur le territoire national[28].

- Marie-Gabriel Veugny (1793-?) se charge d'élaborer les plans de la cité Napoléon à Paris, cité ouvrière qui témoigne de l'intérêt porté par Napoléon III pour la question du logement social[3],[29].
- Eugène Viollet-le-Duc (1814-1879) est l'architecte officiel de Napoléon III[30]. Il transforme en particulier les ruines du château de Pierrefonds en demeure impériale.
- Louis Visconti (1791- 1853) poursuit la construction des pavillons Richelieu et Denon dans les ailes nord et sud du Louvre[31].

### Jardinier et paysagiste
- Jean-Pierre Barillet-Deschamps (1824-1873) participe à la transformation de la capitale en inaugurant un type de jardin inspiré du jardin à l'anglaise. Il se lance notamment dans l'aménagement du Parc des Buttes-Chaumont[32].

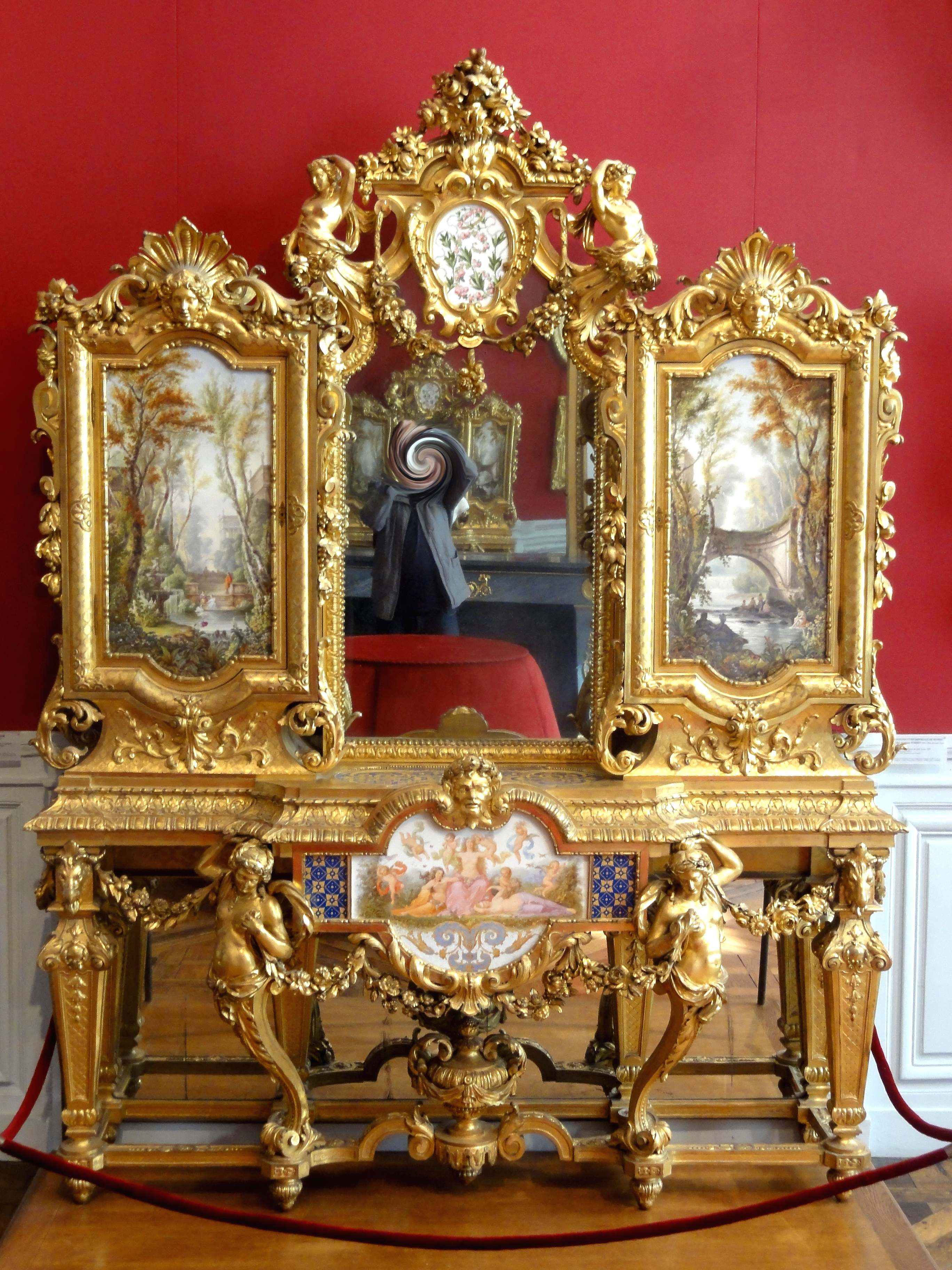
Toilette serre- bijoux de style Louis XIV, manufacture de Sèvres, Jules Fossey, 1855, musée du Second Empire. Ce meuble est présenté à l'exposition universelle de 1855.

### Peintres
- Paul Baudry (1828-1886)
- Ignace-François Bonhommé (1809-1881)
- Alexandre Cabanel (1823-1889), grand peintre académique du Second Empire
- Gustave Courbet (1819-1877)
- Eugène Giraud (1806-1881) et son frère Sébastien Charles Giraud (1819-1892)[33]
- Eugène Lami (1800-1890)
- Jules-Eugène Lenepveu (1819-1898)
- Paul Alexandre Protais (1825-1890)
- Franz Xaver Winterhalter (1805-1873), portraitiste d'apparat

### Ébénistes

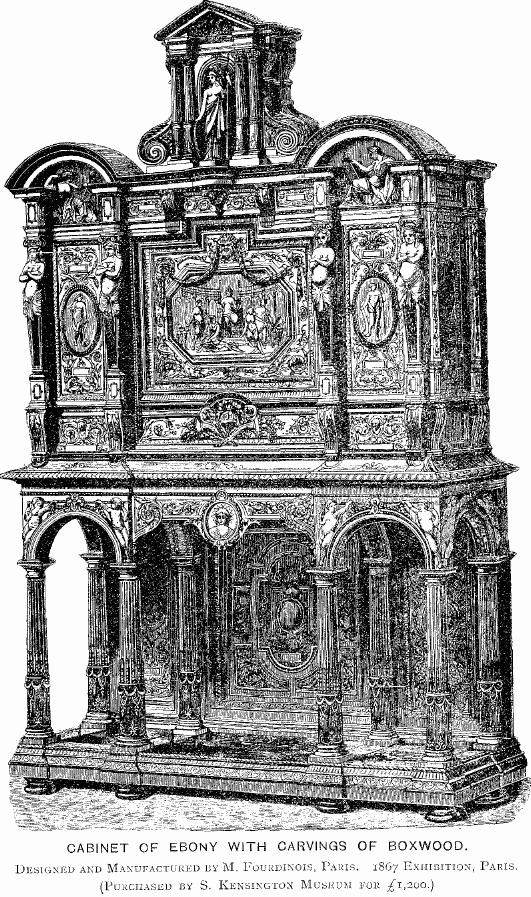
Grand Cabinet Renaissance d'Henri-Auguste Fourdinois, récompensé lors de l'Exposition de Paris en 1867.

- Mathieu Befort (1813-1880), dit Befort Jeune, se spécialise dans la fabrication de meubles en marqueterie Boulle[34]
- Henri-Auguste Fourdinois (1830-1907)[35]
- Jules-Auguste Fossey (1806-1858)[36]
- Guillaume Grohé (1808-1885) est l’un des principaux ébénistes de son époque. Il est notamment le fournisseur de l’empereur Napoléon III, pour lequel il réalise de nombreux meubles en acajou pour le château de Saint-Cloud (1855), celui de Compiègne ou même celui de Fontainebleau (1859). Il se voit également confier l'ameublement du château de Chantilly et du château de Chenonceau.
- Charles Jeanselme (1856-1930) conçoit notamment un meuble exceptionnel transformable pouvant servir de table de toilette, de lit, et de secrétaire[37]
- Paul Sormani (1817-1866)[2]
- Jean-Pierre Tahan (1813-1892)[2]

Les entreprises Mercier Frères et Krieger, grandes maisons d'ébénisterie, sont en pleine explosion.

### Orfèvres
- Philippe Berthier
- Charles Christofle (1805-1863)
- François-Auguste Fannière (1818-1900) et son frère Joseph Fannière (1820-1897) fondent la maison Fannière Frères en 1839[38].
- François-Désiré Froment-Meurice (1801-1855)
- Jean-Valentin Morel (1794-1860)

### Céramistes et sculpteurs
- Emmanuel Frémiet (1824-1910)
- Jean-Baptiste-Jules Klagmann (1810-1867) travaille pour les arts décoratifs.Bronze, Jean-Baptiste Carpeaux, entre 1869 et 1872, Petit Palais, musée des Beaux-arts de la Ville de Paris.

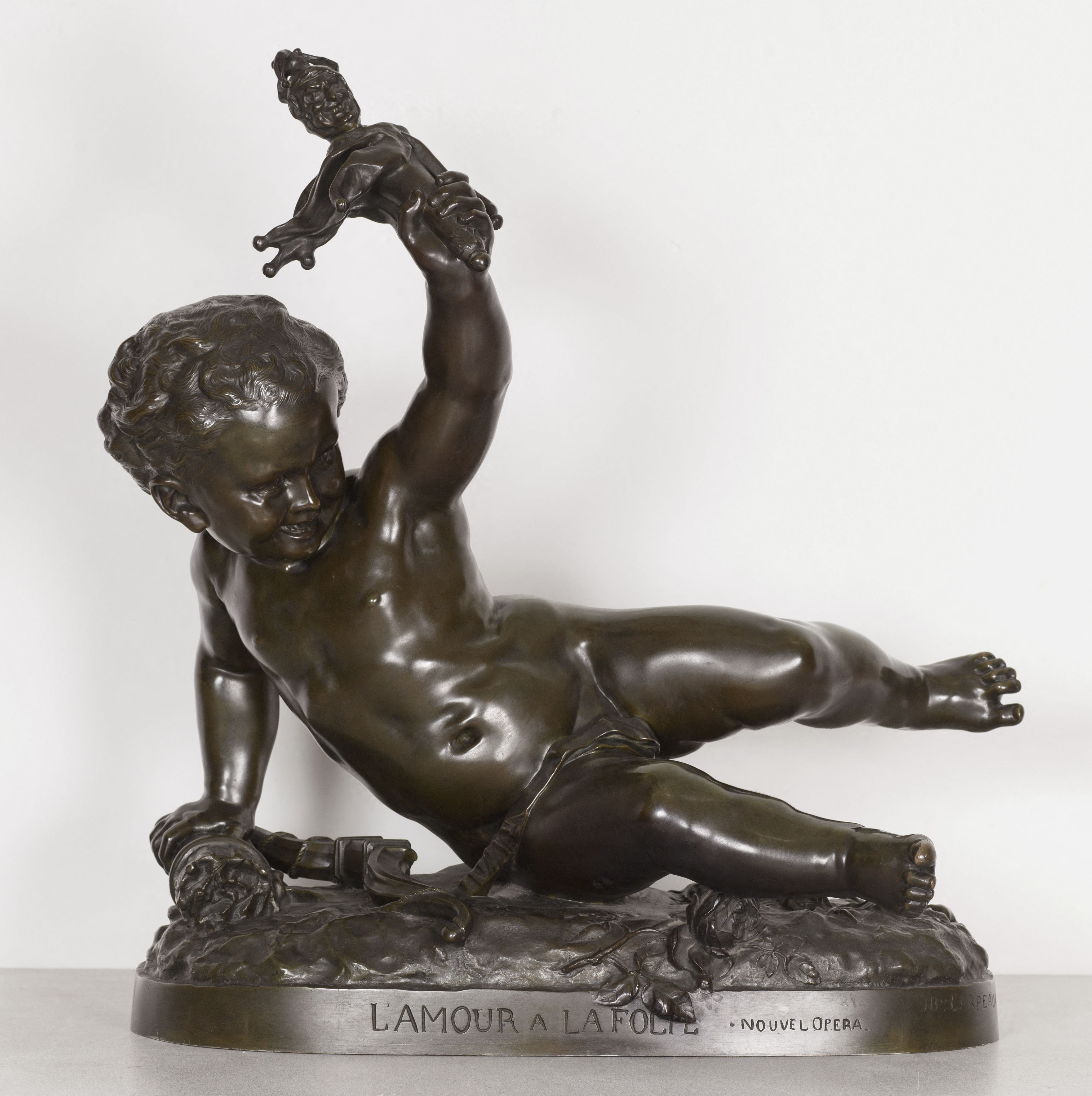
Bronze, Jean-Baptiste Carpeaux, entre 1869 et 1872, Petit Palais, musée des Beaux-arts de la Ville de Paris.

- Aimé Millet (1819-1891) participe à la décoration de l'opéra Garnier[3].

Manufacture de Sèvres
- Jean-Baptiste Carpeaux (1827-1875)[40]
- Albert-Ernest Carrier-Belleuse (1824-1887) est l'un des artistes les plus prolifiques du Second Empire[41].
- Paul Comoléra (1813-1890), sculpteur animalier
- Jules Gély (1820-1893)[42]

Ateliers Porcelaine de Limoges
C'est sous le Second Empire que Limoges devient véritablement la cité de la porcelaine.
- La Manufacture de Porcelaine Pouyat (1835-1912) participe aux expositions universelle de 1855 et 1867[3]. Elle réalise des pièces blanches sans décor coloré. Les « blancs de Pouyat » deviennent une marque de fabrique[43].
- La Manufacture Henri Ardant (1858-1883) adopte un style plus académique[44].
- Manufacture Gibus et Compagnie[45]

Porcelaine et faïence de Paris
- La Manufacture de Rubelles, en activité de 1839 à 1859, est une fabrique de faïence émaillée[46].

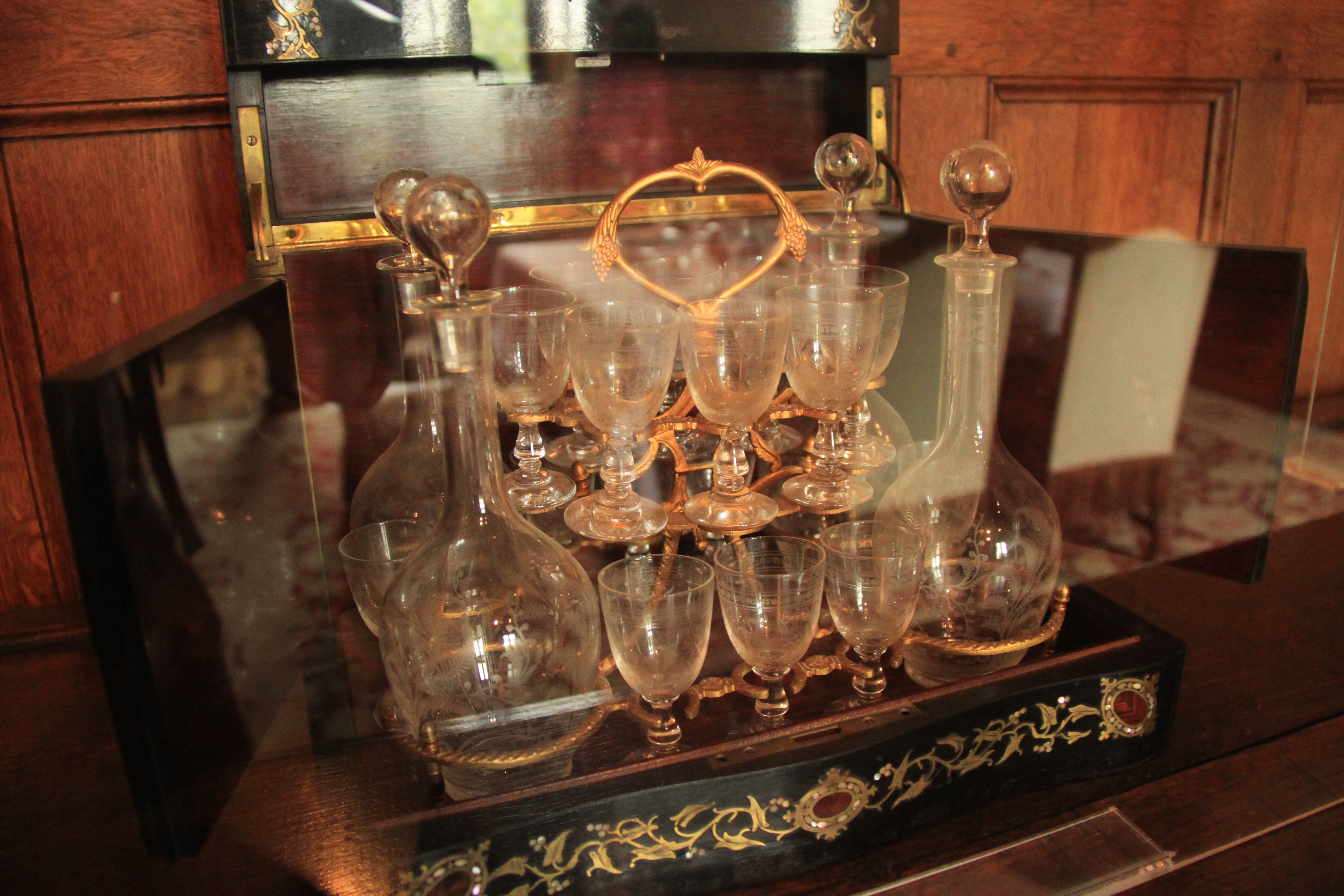
Cave à liqueur Napoléon III, verrerie cristal Baccarat.

### Grands noms du verre et du cristal
- La cristallerie Baccarat connaît son âge d'or sous le Second Empire[47].
- La cristallerie Saint-Louis donne naissance aux arts de la table à travers notamment la création du célèbre service Trianon, comble du raffinement[48].
- Philippe-Joseph Brocard (1831-1896) produit des pièces uniques inspirées des réalisations du Proche-Orient et rejette la production industrielle[3].

### Photographes
- Gustave Le Gray (1820-1884), photographe officiel du Second Empire[49]
- Gaspard-Félix Tournachon, alias Nadar (1820-1910)[50]
- Édouard Baldus (1813-1889)[50]

### Musées
- Le musée du Second Empire de Compiègne[51]
- Appartements Napoléon III du Louvre[52]